# Herminia cruralis
Herminia cruralis là một loài bướm đêm trong họ Noctuidae.